# Euphorbia pubentissima
Euphorbia pubentissima är en törelväxtart som beskrevs av André Michaux. Euphorbia pubentissima ingår i släktet törlar, och familjen törelväxter. Inga underarter finns listade i Catalogue of Life.

## Bildgalleri

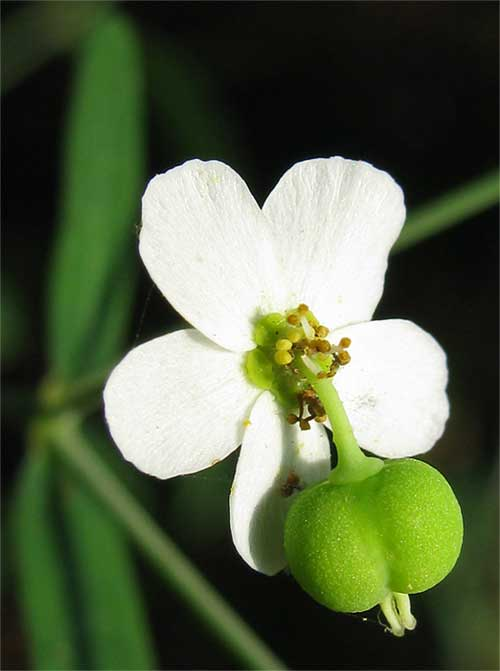